# Kuazar
Kuazar es una banda de thrash metal de Ciudad del Este, Paraguay. Fue fundado por José González y Pablo de Jesús a mediados del año 2002.

## Historia
Kuazar, fue fundado por José González y Pablo de Jesús a mediados del año 2002, a principio, la banda estaba sin estilo marcado y sin otros integrantes fijos, hasta que Eduardo ‘’Ratty’’ González decide tocar primeramente el bajo, pero con la rápida llegada de Armando González, Ratty pasó a la batería.
A mediados del año 2003 Pablo de Jesús deja la banda por motivos de índole personal, lo que generó la entrada de Wilson Valdez en la guitarra, con esta formación la banda toca por primera vez en la capital del país en el recital Masters of the guitar con los renombrados guitarristas Pablo Soler Marcos de Ros y realiza otras varias presentaciones al transcurso del 2003 y principios de 2004.
En abril del 2004 Wilson Valdez deja nuevamente la banda por diferencias musicales, lo que después de un año para resolver problemas conlleva para la vuelta de Pablo al dúo de guitarras.
Con el grupo estable nuevamente se genera el cambio de estilo que llevó a Kuazar a otros niveles dentro del metal nacional e internacional, con la adopción del inglés como idioma predominante en los temas y la inclinación denotada al sonido más rápido y pesado (thrash), Kuazar comenzó a ganar interés del público internacional.
A principios del 2005 el grupo graba de manera totalmente independiente el demo "The world is destroying itself"  el cual vende más de 700 copias.
El mismo año el grupo comparte escenario con dos reconocidos grupos brasileños Claustrofobia en la ciudad de Cascavel, Brasil con una aceptación sorprendente del público paranaense y los elogios por parte del experimentado grupo Brasileño y con Andralls en Ciudad del Este a finales del 2005.
Al transcurrir los meses finales del 2005 y comienzos del 2006 el grupo realizó actuaciones en las ciudades de Cascavel, Maringa, Londrina, Mundo Novo (Matto Grosso do Sul), Sta. Terezinha y Foz de Iguazú. Al transcurrir el año, el grupo Kuazar tuvo la oportunidad de compartir escenario con dos grandes de la escena sudamericana y mundial los grupos Horcas y Torture Squad.
En estos 4 años de ruta, Kuazar ya compartió escenario con grandes bandas de la escena Sudamericana y Kuazar dejó de ser una ignota banda del interior del Paraguay a ser considerada como una de las mejores bandas de metal paraguayo, por los medios y por los headbangers del Mercosur.
A principios del año 2007 toda esta racha de tranquilidad se ve abalada con la tempranera decisión del guitarrista Pablo de abandonar la música por tiempo indeterminado, por motivos laborales y familiares, lo que una vez más deja a los músicos José González (guitarra y voz líder), Ratty (batería y segunda voz) y Armando (bajo)  en búsqueda de un guitarrista para encuadrar el grupo y cumplir con el ya apretado calendario del grupo.
Con compromisos marcados y la necesidad urgente de completar el plantel se llama al guitarrista Víctor Alvares a integrarse al grupo, con menos de un mes para las ya marcadas actuaciones comienzan las prácticas.
En abril del mismo año y bajo las no muy favorables condiciones musicales el grupo llega a las Ciudades de Curitiba y Dona Emma (Sta. Catarina), realizando 2 actuaciones no acordes al gran nivel presentado por el grupo en su etapa anterior., Pero aun así el grupo ganó grandes elogios una vez más siendo considerado como una de las atracciones principales en la ciudad de Curitiba y en el Festival Bob rock en la ciudad de Dona Emma, donde Kuazar compartió escenario con la tradicional banda brasileña Chakal.
De vuelta a Ciudad del este se toma la decisión de un cambio más dentro de las estructuras de Kuazar, en junio de 2007 después de 5 años, el bajista Armando sería sustituido por el reconocido Bajista Marcelo Saracho, quien con su estilo más agresivo y técnico traía más fuerza al grupo Kuazar.
El grupo de vuelta se aboca a los ensayos con los nuevos miembros, y ya percibe la no adaptabilidad del guitarrista Víctor Alvares al estilo del grupo, pero aun así siguen esforzándose a llegar a la mejor forma de vuelta.
Con esta formación el Grupo llega a tocar en el mayor festival de metal del Paraguay el Asunción Mosh, festival que contó con más de 2000 personas y en el que el grupo volvió a tener una majestuosa presentación, aunque, ya con los problemas musicales y personales del nuevo guitarrista, pero el Asunción Mosh recargo las pilas del grupo y este vuelve a componer temas y a pensar como grupo fuerte de la escena.
Luego de los no muy fructíferos momentos pasados por el grupo en el último año, se decide que es imposible continuar sin realizar algunos cambios, el grupo decide preparase para finalmente grabar un disco, después de haber realizado presentaciones con formación power trío (José, Ratty y Marcelo) las cuales fueron consideradas mucho mejores que las presentadas con la última aparición del cuartero, el grupo finalmente tiene solidez musical para adentrarse al estudio.
Los días jueves y viernes santo del 2008 comenzaron las sesiones de lo que es el tan esperado álbum de Kuazar, el disco titulado Wrath of God. El álbum sale a la venta en el 2009 y cuenta con 10 temas, siendo todo un éxito en la escena del metal nacional e internacional.
Kuazar ha participado activamente en las sucesivas ediciones del festival Asunción Mosh, junto a bandas como The Profane, Rushmore, Wisdom, Sabbaoth y otras.

## Presentación con Megadeth
El 27 de noviembre de 2011, abrieron el show de la banda de Thrash Metal Megadeth en el Jockey Club del Paraguay junto con The Force y Patriarca, siendo su setlist: "The Truth of reality", "Hunter and Prey", "Twenty Days in hell (Boqueron)", "The world its destroying itself" y "Kuriju".

## Kuriju Tour 2012
En el año 2012 conmemorando los 10 años de la banda emprendieron el denominado "Kuriju Tour 2012" cuya primera fecha fue en Asunción el 3 de marzo con bandas invitadas como Mythika, Steel Rose y Moonchild.
Luego tocaron con Violator en Cochabamba (Bolivia) en abril y el 21 de julio van a Cascavel (Brasil), para luego volver a Asunción para su concierto aniversario el 27 de julio y luego en Pedro Juan Caballero el sábado 28.

## Miembros

### Presentes
- José González - vocalista y guitarra (2002 – presente)
- Marcelo Saracho - bajo (2007 - presente)
- Marcelo Moreira - batería (2015 - presente)

### Pasados
- Pablo de Jesús - Guitarra (2002 - 2003, 2004 - 2007)
- Armando González - Bajo (2002 - 2007)
- Wilson Valdez - Guitarra (2003 - 2004)
- Víctor Alvares - Guitarra (2007)
- Eduardo Gonzalez - Batería (2002 - 2014)

## Discografía
- Wrath of God - 2009

## Otras compilaciones
- Demolición (EP) - 2003
- The World is Destroying Itself (Demo) - 2005